# Bloedlink (film)
Bloedlink is een Nederlandse film uit 2014 en is een remake van The Disappearance of Alice Creed. De film was de openingsfilm van het Nederlands Film Festival op 24 september.

## Verhaal
Twee ex-gedetineerden, Victor en Rico, bedenken een plan om de 25-jarige rijkeluisdochter Laura Temming te ontvoeren. Ze sleuren Laura op klaarlichte dag in hun bestelauto en houden haar vast in een flat. Ze starten al snel onderhandelingen voor losgeld met de vader van Laura. Deze verlopen echter niet zoals gewenst.

## Rolverdeling
- Tygo Gernandt als Victor
- Marwan Kenzari als Rico
- Sarah Chronis als Laura Temming